# 阁骨岛
阁骨岛，一译沽岛，是坐落于泰国东侧的一个岛屿，行政区划属于达叻府阁骨县。20世纪60年代中期，柬埔寨和泰國一度均宣稱對該島擁有主權。
该岛是泰国东侧海岸距离泰国湾最远的岛屿。它是泰国第四大岛屿，也是位处于达叻府管辖地带仅次于阁昌岛的第二大岛屿。岛上总计有2000左右的定居人口，其所在的阁骨区则是泰国人口最少的縣。

## 历史
在过去，阁骨岛所在的区域阁骨区原于兰喔县下属阁昌区的一部分。1952年，阁马区的管辖范围囊括了这片区域的所有岛屿，但也在同时，其下分得了4个村。1980年，属于阁马区的三个村被划分开，并建立了一个新的区，沽岛区。而在1990年4月一日，政府将阁骨区和阁马区均升级为次級縣。2007年5月15日，在泰国政府的规划下，所有的81个次級縣被升级为縣。并于8月24日在泰国皇家公报上发表。

## 地理
阁骨岛是一个被沿海的小村落和椰子种植园包围着的不富有人烟、安静的小岛。距离泰国湾大约需要60分钟的的船程，而其距离柬埔寨国界仅315公里。整座岛屿大约占地105平方公里，最长端有25公里长，最宽处12公里宽。这里的自然景观包括山地和平原，许多水系发源于此，并最后形成为瀑布。
由于缺乏一套完备的基础设施，有着绝美沙滩的阁骨岛并不像它周边的阁昌岛（俗称象岛）一样那么受游客青睐。岛上的旅店日常所接待的，也更多的是那些喜欢安静、不被打扰的旅客。日前，阁骨岛上仍然缺乏一条完整的环岛公路，整座小岛只有两条主干道。

## 袭击事件
2016年3月1日，阁骨岛上发生了游客遇袭事件，4名法国游客受到袭击